# Paul Carter (squash)
Pour les articles homonymes, voir Paul Carter et Carter.
Paul Carter, né le 23 septembre 1963 dans le Kent, est un joueur de squash représentant l'Angleterre. Il atteint la 17e place mondiale, son meilleur classement.

## Biographie
Après la fin de sa carrière, il commence diverses activités d'entraîneur à partir de 1993, entre autres à la fédération anglaise de squash comme que co-entraîneur. Il est responsable des équipes masculine et féminine à quatre championnats du monde, onze championnats d'Europe consécutifs et deux fois aux Jeux du Commonwealth. Il est également responsable du développement des entraîneurs de l'Association anglaise jusqu'en 2016 où il cesse sa collaboration avec la fédération. 
Il est également un entraîneur réputé de joueurs individuels comme Daryl Selby, Alison Waters, Vicky Botwright ...

## Palmarès

### Titres
- Championnats britanniques : 1988
- Championnats d'Europe par équipes : 2 titres (1989, 1990)